# Elizabeth Reaser
Elizabeth Reaser (født 2. juli 1975) er en amerikansk skuespiller som bl.a. har rollen som Esme i den fiktive kærlighedsfilm Twilight.